# Frank Andriat
Frank Andriat de son vrai nom Frank Goetghebeur, né le 30 mars 1958 à Ixelles, dans la région de Bruxelles, est un écrivain, romancier et enseignant belge connu pour ses livres comme La Remplaçante, Rue Josaphat, Journal de Jamila, Mon pire ami, Tabou, Jolie libraire dans la lumière.

## Biographie

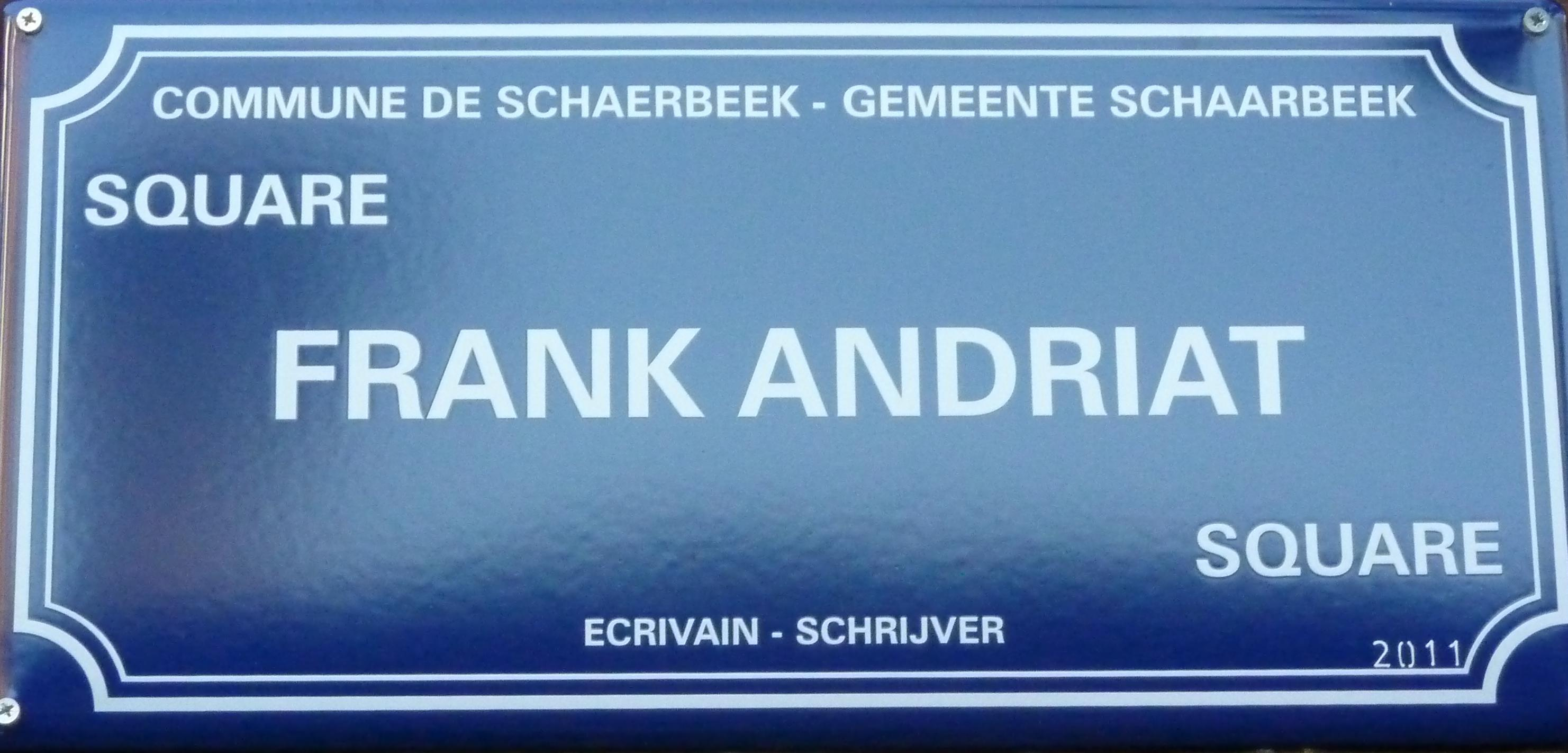
Plaque square Frank Andriat sur le Mur des Célébrités

Frank Goetghebeur naît le 30 mars 1958 à Ixelles, une commune bruxelloise,.
En 1973, il habite et est étudiant à Schaerbeek[réf. nécessaire]. Il lance, avec des amis, une revue littéraire nommée Cyclope. En 1976, il publie son premier recueil de poèmes, Oiseaux de sang qui est couronné par l'Académie royale de langue et de littérature françaises de Belgique et commence des études de philologie romane à l’Université libre de Bruxelles. En 1980, il termine son mémoire de licence portant sur l’œuvre de Jean Muno[réf. nécessaire]. 
Il sort un recueil de poèmes À la source du regard. Il se tourne ensuite vers le fantastique et écrit plusieurs nouvelles et des romans policiers avec Smit le Bénédicte, alias Mythic. 
En 1986, il publie Journal de Jamila . 
En 1992, il écrit, avec des étudiants, un livre sur Jean-Jacques Goldman[réf. nécessaire]. En 2001, il publie Vocation Prof, dans lequel il relate son expérience de professeur de français à l'Athénée communal Fernand Blum, école secondaire de Schaerbeek. Il obtient une bourse d'aide au projet décerné par la Fédération Wallonie-Bruxelles en 2008.
En 2013, il crée un nouvel héros : Bob Tarlouze, publié par Ker éditions (7 titres en 2019).
L'écrivain partage sa vie entre l'enseignement et l'écriture de romans et d'essais. Même s'il écrit aussi pour les adultes, Frank Andriat visite toujours les écoles. Frank Andriat est aussi proche de l'écrivain Grégoire Delacourt et ce dernier a d'ailleurs visité les élèves de Frank pour leur parler de ses livres.
En 2020, Frank Andriat répond aux questions des élèves de l'Athénée royal de Koekelberg .
Il a aussi écrit quatre romans policiers avec André-Paul Duchâteau.
Désormais retraité de l'enseignement, il consacre son temps à l'écriture et aux rencontres avec ses lecteurs, comme il le fit à Jessé de Forest en 2022.   

## Publications

### Romans
- Journal de Jamila, Bruxelles, Le Cri, 1986 — réédition par Mijade en 2008.
- Mes copains m’appellent Flash, Bruxelles, Le Snark, 1992
- Matilda, Bruxelles, Identités-Pré aux Sources, 1993
- L’Enfant qui chante[9], Bruxelles, Pré aux Sources, 1993
- Au bout du monde[10], ill. Jean-Claude Servais[11], Ottignies, Quorum, 1995  (ISBN 2-930014-52-0)
- La Remplaçante[12],[13], Namur, Memor, 1996  (ISBN 2-930133-11-2)
- La Forêt plénitude, Bruxelles, Memor, 1997
- L’Amour à boire[14], Bruxelles, Labor, coll. « Espace Nord junior », 1999  (ISBN 2-8040-1398-7)
- Rue Josaphat[15], Bruxelles, Memor, 1999  (ISBN 2-930133-39-2)
- Gaume, ill. Jean-Claude Servais, Bruxelles, Memor, 2000  (ISBN 2-930133-45-7),réédition avec illustration de couverture différente, Genèse Édition, 2020  (ISBN 979-10-94689-69-1).
- Trois Jours de pluie[16], Bruxelles, Memor, coll. « Transparences », 2000  (ISBN 2-930133-52-X)
- Ado blues[17], Bruxelles, Memor, 2001  (ISBN 2-930133-71-6)
- Manipulations[18], avec André-Paul Duchâteau, Bruxelles, Memor, coll. « Couleurs », 2002  (ISBN 2-930133-80-5)
- Monsieur Bonheur, Bruxelles, Memor, 2003
- Tabou, Bruxelles, Labor, 2003
- Depuis ta mort[19], Paris, Grasset, 2004  (ISBN 2-246-66541-8)
- Intrusions[20],[21] avec André-Paul Duchâteau, Bruxelles, Memor, 2004  (ISBN 2915394164)
- Mon pire ami, Paris, Grasset, 2006
- Le Coupable rêvé avec André-Paul Duchâteau, Namur, Mijade, 2007 — Réédition Mijade, 2012.
- Tout près de moi, ill. Jean-Claude Servais, Bruxelles, Bernard Gilson Éditeur, 2008  (ISBN 978-2872-6918-07)
- Voleur de vies, Paris, Grasset, 2008
- À moitié vide[22], Paris, Grasset-Jeunesse, coll. « Lampe de poche », 2009  (ISBN 9782246750819)
- Rose bonbon, Noir goudron, Namur, Mijade, 2009
- Aurore Barbare, Loverval, Labor, 2007 — réédition Mijade, 2008.
- Là-bas en Afghanistan[23], Frank Andriat et ses élèves, Bruxelles, Bernard Gilson Éditeur, 2010  (ISBN 978-2-87269-205-7)
- Pont Désert (Desclée de Brouwer, Paris, 2010)
- Je voudr@is que tu..., Paris, Grasset jeunesse, 2011  (ISBN 2246780616)
- L'Arbre à frites[24], Bruxelles, La Renaissance du livre, coll. « Le grand miroir », 2011  (ISBN 2507049987)
- Jolie Libraire dans la lumière (Desclée de Brouwer, 2012)
- Bart chez les Flamands (La Renaissance du Livre, 2012)
- Je t'enverrai des fleurs de Damas, Namur, Mijade, 2014
- Le Vieil Enfant (Desclée de Brouwer, 2014)
- Le Stylo, Annick Masson (ill.), Namur, Mijade, coll. « Zone J », 2014  (ISBN 978-2-87423-097-4)
- Ces morts qui se tiennent par la taille, Paris, Éditions du Rocher, 2015
- Un sale livre[25], Namur, Mijade, 2016  (ISBN 978-2874230912)
- La Semeuse de mots doux, Waterloo, La Renaissance du Livre, 2017
- Le Bonheur est une valise légère, Paris, Marabout, 2017
- Ta mort comme une aurore, Waterloo, La Renaissance du Livre, 2018
- La Miss, avec André-Paul Duchâteau, Namur, Mijade, coll. « Zone J », 2018  (ISBN 9782874230936)
- Méditations heureuses sous un cerisier du Japon, Paris, Marabout, 2018
- Double Vengeance, Namur, Mijade, 2019
- Meurtre à la bibliothèque, Namur, Mijade, coll. « Zone J », 2020  (ISBN 9782874231421)
- Rumeurs, tu meurs !, Namur, Mijade, coll. « Zone J », 2020  (ISBN 9782874231483).
- Les Mardis d’Averell Dubois[26],[27], ill. Jean-Claude Servais, Paris-Bruxelles, Genèse éditions, 2020  (ISBN 9791094689684).
- Une île lointaine[28], Hévillers, Ker éditions, 2023   (ISBN 9782875864307).
- Mortelle assemblée de copropriété[29], F. Deville, 2024,  (ISBN 9782875990877).
- Les Silences de Buenos Aires, Bruxelles, F. Deville, 2024,  (ISBN 978-2-875990-98-3).

### Les Aventures de Bob Tarlouze
- t. 1, Arrête ton baratin !, Hévillers, Ker éditions, coll. « Double Jeu », 2013  (ISBN 9782960121377)
- t. 2, Mise en scène, Hévillers, Ker éditions, coll. « Double Jeu », 2014
- t. 3, Bons baisers de Kaboul, Hévillers, Ker éditions, coll. « Double Jeu », 2015  (ISBN 9782875860866)
- t. 4, Fais pas l'andouille !, Hévillers, Ker éditions, coll. « Double Jeu », 2016  (ISBN 9782875861283)
- t. 5, Un petit pain au chocolat, Hévillers, Ker éditions, coll. « Double Jeu », 2017  (ISBN 9782875862112)
- t. 6, Le Pote aux roses, Hévillers, Ker éditions, coll. « Double Jeu », 2018  (ISBN 9782875862310)
- t. 7, Lo tablo le la, Hévillers, Ker éditions, coll. « Double Jeu », 2019  (ISBN 9782875862464).

### Récits et recueils de nouvelles
- Hirondelles, Bruxelles, Pré aux Sources, 1989
- La Douce Odeur des pommes[30], nouvelles, Bruxelles, Memor, coll. « Couleurs »  (ISBN 2-915394-00-8)
- La Notification[31], Bruxelles, Bernard Gilson Éditeur, 2010  (ISBN 9782872692033)
- Rose afghane, récit, Mijade, Namur, 2012 — prix des lycéens à Villeneuve-sur-Lot 2013[32].
- Lorsque la vie déraille, nouvelles, Louvain-la-Neuve, Quadrature, 2021.

### Essais
- Jean Muno, la fantaisie du désespoir, Bruxelles, Cyclope-Dem, 1980.
- Pour lire la bande dessinée, en collaboration avec Arnaud de la Croix, De Boeck-Duculot, Bruxelles, 1992  (ISBN 2-8041-1528-3).
- Vocation prof[4], Bruxelles, Labor, coll. « Vocation », 2001  (ISBN 2804015998) — réédition chez Erasme en 2008.
- Avec l'Intime[33], Paris, Desclée de Brouwer, 2009-2010
- Reçois et marche, Paris, Desclée de Brouwer, 2011
- Les Profs au feu et l'École au milieu, La Renaissance du livre, Bruxelles, 2013
- Moi, ministre de l'enseignement[34], Waterloo, La Renaissance du livre, 2014  (ISBN 9782507052485)
- Le Mouvement immobile, Marabout, Paris, 2018  (ISBN 9782501124645).

### Poésie
- Oiseaux de sang, Bruxelles, Cyclope, 1976
- À la source du regard (avec des photos de Marc Sweers, Bruxelles, Cyclope, 1976)
- Le Front cassé (Cyclope-Dem, Bruxelles, 1978)
- Tangente tangente (Cyclope-Dem, Bruxelles, 1978)
- Il n'y a pas de porte (Vérités, Amay, 1979)
- À refouler la mer (Cyclope-Dem, Bruxelles, 1980)
- Ophélie orange, Chaillé-Sous-Les-Ormeaux, Le Dé Bleu, 1984
- Paysages de la petite enfance suivi de Bachir[3], Bruxelles, Cyclope-Dem, 1985.

### Revues, magazines
- Grève sauvage, illustrateur : Frédéric Thiry, L. Pire Altiora Averbode, coll. « Récits-Express », 18 octobre 2002
- La Porte des adultes, illustrateur : Frédéric Thiry, Averbode, coll. « Tire-Lire », 2004.

## Prix et distinctions
- 1976 : prix Georges Lockem de l’Académie royale de langue et de littérature françaises de Belgique pour Oiseaux de sang[3] ;
- 1980 : prix Constant de Horion pour Jean Muno, la fantaisie du désespoir[3] ;
- 1990 : prix Sander Pierron de l’Académie royale de langue et de littérature françaises de Belgique pour Hirondelles[36] ;
- 1995 : prix Baron de Thysebaert pour Au bout du monde[10] ;
- 2000 : (international) « Honour List »[37] de l' IBBY pour La Remplaçante ;
- 2009 : Sélection aux White Ravens 2009 (liste internationale d'ouvrages pour la jeunesse) pour Aurore Barbare[38] ;
- 2010 : prix Gilles Nélod de l’Association des écrivains belges pour La Notification[31] ;
- 2011 : prix Jean Kobs de l’Académie royale de langue et de littérature françaises de Belgique pour Avec l'intime[36] ;
- 2012 : prix Paul Hurtmans pour Aurore barbare[39] ;
- 2013 : 
  - prix Libbylit pour Rose afghane[40] ;
  - prix des Lycéens de Villeneuve-sur-Lot pour Rose afghane[38] ;
- 2016 : 
  - prix Tatoulu pour Le Stylo[41] ;

#### Livres
: document utilisé comme source pour la rédaction de cet article.
- Pascale Eben et Karine Magis, Répertoire des auteurs et illustrateurs de livres pour l'enfance et la jeunesse en Wallonie et à Bruxelles, Bruxelles, Wallonie-Bruxelles International, 2014, 192 p., ill. ; 26 cm (ISBN 9782930758008 et 2930758007, OCLC 944278134, lire en ligne), p. 35. .

#### Articles
- Jean Demazy, « Dossiers L - Frank Andriat (I) », Service du Livre Luxembourgeois, Province de Luxembourg,‎ 1989 (lire en ligne [PDF], consulté le 31 janvier 2024).
- Benoît Coppée, « Dossiers L - Frank Andriat (II) », Service du Livre Luxembourgeois, Province de Luxembourg,‎ 2002 (lire en ligne [PDF], consulté le 31 janvier 2024).
- Frank Andriat (interviewé par Dominique Zachary), « Frank Andriat, auteur : "L'AG de copropriété est un miroir vivant de la comédie humaine" », L'Avenir,‎ 20 janvier 2024 (lire en ligne , consulté le 7 novembre 2024)

### Émissions de télévision
- Frank Andriat, « Ta mort comme une aurore », émission Livre-toi sur TV Lux, présentée par Jean-Pierre Pirson (18 min 32 s), 18 décembre 2018.
- "Lorsque la vie déraille" Frank Andriat, émission Sous couverture sur Auvio, présentée par Thierry Bellefroid (6 min), 6 mars 2021.